# Finale della UEFA Champions League 2010-2011
La finale della 56ª edizione della Champions League si è disputata sabato 28 maggio 2011 al Wembley Stadium di Londra, in Inghilterra, tra gli spagnoli del Barcellona e gli inglesi del Manchester Utd.
Come squadra vincitrice, il Barcellona ha ottenuto il diritto di giocare contro i vincitori della UEFA Europa League 2010-2011, i lusitani del Porto, nella Supercoppa UEFA 2011 e di partecipare alla Coppa del mondo per club FIFA 2011.

## Le squadre
| Squadre        | Partecipazioni precedenti (il grassetto indica la vittoria) |
| -------------- | ----------------------------------------------------------- |
| Barcellona     | 6 (1961, 1986, 1992, 1994, 2006, 2009)                      |
| Manchester Utd | 4 (1968, 1999, 2008, 2009)                                  |

## Il cammino verso la finale

### Barcellona
Il Barcellona di Josep Guardiola viene inserito nel Gruppo D insieme a Panathīnaïkos, Copenaghen e Rubin. Nell'incontro d'esordio, gli spagnoli battono il Panathīnaïkos in casa per 5-1, prima di pareggiare in trasferta per 1-1 contro il Rubin; nella doppia sfida con il Copenaghen arrivano una vittoria interna per 2-0 e un pareggio esterno per 1-1. Il girone si chiude con due trionfi, quello in trasferta per 3-0 ai danni dei greci e quello casalingo per 2-0 contro i russi, che determinano il primo posto in classifica con 14 punti conquistati, derivanti appunto da quattro vittorie e due pari. Negli ottavi di finale vengono sorteggiati gli inglesi dell'Arsenal, battuti con un risultato complessivo di 4-3 tra andata, persa per 2-1 in trasferta, e ritorno, vinto per 3-1 in casa. Ai quarti gli ucraini dello Šachtar vengono eliminati con un aggregato totale di 6-1 nel doppio confronto, determinato dalla vittoria interna per 5-1 e da quella esterna per 1-0. In semifinale affrontano i connazionali del Real Madrid, che vengono superati con un risultato complessivo di 3-1 nella doppia sfida, frutto del trionfo per 2-0 all'andata al Santiago Bernabéu grazie alla doppietta di Lionel Messi e al pareggio per 1-1 nella gara di ritorno del Camp Nou. I catalani agguantano così la loro settima finale di Champions League, a due anni di distanza dall'ultima disputata.

### Manchester Utd
Il Manchester Utd di Alex Ferguson viene inserito nel Gruppo C insieme a Valencia, Rangers e Bursaspor. Nella partita di debutto, gli inglesi pareggiano in casa per 0-0 contro il Rangers, prima di imporsi in trasferta per 1-0 contro il Valencia; nella doppia sfida col Bursaspor arrivano sia una vittoria interna per 1-0 che una esterna per 3-0. Il girone si completa con un trionfo in trasferta per 1-0 a discapito degli scozzesi ed un pareggio casalingo per 1-1 con gli spagnoli, che sanciscono il primo posto in classifica con 14 punti conquistati, frutto appunto di quattro successi e due pari. Negli ottavi di finale vengono sorteggiati i francesi dell'Olympique Marsiglia, sconfitti con un risultato complessivo di 2-1 tra andata, pareggiata per 0-0 in trasferta, e ritorno, vinto per 2-1 in casa. Ai quarti i connazionali del Chelsea vengono eliminati con un aggregato totale di 3-1 nel doppio confronto, derivante dalla vittoria esterna per 1-0 e da quella interna per 2-1. In semifinale incontrano i tedeschi dello Schalke 04, capaci di eliminare i campioni in carica dell'Inter nei quarti, superandoli con un risultato complessivo di 6-1 tra andata e ritorno, vincendo sia a Gelsenkirchen per 2-0, sia a Manchester per 4-1. I mancuniani raggiungono così la loro quinta finale di Champions League, a distanza di due anni dall'ultima disputata e persa proprio contro il Barcellona.

### Tabella riassuntiva del percorso
Note: In ogni risultato sottostante, il punteggio della finalista è menzionato per primo. (C: Casa; T: Trasferta)
| Squadra       | P.ti | G |
| ------------- | ---- | - |
| Barcellona    | 14   | 6 |
| Copenaghen    | 10   | 6 |
| Rubin         | 6    | 6 |
| Panathīnaïkos | 2    | 6 |

| Squadra        | P.ti | G |
| -------------- | ---- | - |
| Manchester Utd | 14   | 6 |
| Valencia       | 11   | 6 |
| Rangers        | 6    | 6 |
| Bursaspor      | 1    | 6 |

## Contesto
Al Wembley Stadium di Londra va in scena la finale tra Barcellona, alla settima presenza nell'atto conclusivo della competizione, e Manchester Utd, che è invece alla quinta finale. Le due compagini si ritrovano appunto di fronte dopo due anni dalla finale di Roma, terminata con la vittoria dei catalani. L'allenatore degli spagnoli, Guardiola, schiera la squadra col 4-3-3: davanti al portiere Valdés, la linea difensiva a quattro è composta da Abidal e Dani Alves come terzini e da Piqué e Mascherano come difensori centrali. In mediana Busquets è supportato da Iniesta e dal capitano Xavi, mentre il tridente offensivo è formato da Villa, Messi e Pedro. Il tecnico degli inglesi, Ferguson, opta invece per il 4-4-1-1: davanti a van der Sar, la retroguardia è costituita da Evra e Fábio come terzini e dal capitano Vidić e Ferdinand come difensori centrali. In mediana Carrick è affiancato da Giggs, mentre sulle fasce vengono scelti Valencia e Park. Sulla trequarti è infine disposto Rooney, alle spalle dell'unico centravanti Hernández.

## La partita
La prima occasione della gara è appannaggio del Manchester Utd con Rooney che, servito in profondità da un rilancio lungo di van der Sar, tenta di scavalcare Valdés con un pallonetto, ma quest'ultimo è bravo ad anticiparlo in uscita. Il Barcellona risponde subito con una girata al volo di destro da parte di Pedro ed un tiro dalla distanza di Villa, entrambi terminati di poco a lato. Dopo un'attenta parata di van der Sar sulla conclusione dal limite di Villa, gli spagnoli trovano il gol del vantaggio al 27': Xavi verticalizza perfettamente per Pedro, che insacca in rete con tocco morbido di destro, firmando l'1-0. Gli inglesi pervengono tuttavia al pareggio dopo cinque minuti con Rooney, che, in seguito ad un veloce scambio con Giggs, supera Valdés con un preciso destro in corsa. Il primo tempo si chiude dunque sul risultato di 1-1.
Nella seconda frazione, i catalani fanno nettamente valere la loro supremazia e sfiorano il sorpasso con Dani Alves che, servito da Iniesta, calcia di destro in diagonale, trovando l'ottima opposizione di van der Sar. Ciò è solo il preludio al gol degli spagnoli, che si materializza al 54' con il potente sinistro da fuori area di Messi, che insacca in rete il 2-1. I britannici accusano il colpo e rischiano nuovamente sulla conclusione di un ispirato Messi, che aggira Ferdinand e scocca il tiro dal limite, respinto con qualche difficoltà da van der Sar. Dopo che Fábio salva sulla linea di porta un colpo di tacco di Messi, i catalani segnano il definitivo gol del 3-1 al 69' con Villa che, servito da Busquets, supera il portiere degli inglesi con un pregevole destro a giro dal limite dell'area. Dopo un velleitario tiro dalla distanza del subentrato Nani, la partita giunge alla sua naturale conclusione, con il Barcellona che si aggiudica quindi il suo quarto trofeo nella massima manifestazione continentale, bissando il successo ottenuto due anni prima proprio a discapito del Manchester Utd.

## Tabellino
| Arbitro: | Viktor Kassai |

|                                     |           |            |
| Pedro 27’ Messi 54’ David Villa 69’ | Marcatori | 34’ Rooney |

| Barcellona | Manchester United |

| P               | 1  | Víctor Valdés     | 85’ |       |
| D               | 2  | Dani Alves        | 60’ | 88’   |
| D               | 14 | Javier Mascherano |     |       |
| D               | 3  | Gerard Piqué      |     |       |
| D               | 22 | Éric Abidal       |     |       |
| C               | 16 | Sergio Busquets   |     |       |
| C               | 6  | Xavi              |     |       |
| C               | 8  | Andrés Iniesta    |     |       |
| A               | 7  | David Villa       |     | 86’   |
| A               | 10 | Lionel Messi      |     |       |
| A               | 17 | Pedro             |     | 90+2’ |
| Sostituti:      |    |                   |     |       |
| P               | 38 | Oier              |     |       |
| D               | 5  | Carles Puyol      |     | 88’   |
| D               | 21 | Adriano           |     |       |
| C               | 15 | Seydou Keita      |     | 86’   |
| C               | 20 | Ibrahim Afellay   |     | 90+2’ |
| C               | 30 | Thiago            |     |       |
| A               | 9  | Bojan             |     |       |
| Allenatore:     |    |                   |     |       |
| Josep Guardiola |    |                   |     |       |

| P             | 1  | Edwin van der Sar |     |     |
| D             | 20 | Fábio             |     | 69’ |
| D             | 5  | Rio Ferdinand     |     |     |
| D             | 15 | Nemanja Vidić     |     |     |
| D             | 3  | Patrice Evra      |     |     |
| C             | 25 | Antonio Valencia  | 79’ |     |
| C             | 16 | Michael Carrick   | 61’ | 77’ |
| C             | 11 | Ryan Giggs        |     |     |
| C             | 13 | Park Ji-sung      |     |     |
| A             | 10 | Wayne Rooney      |     |     |
| A             | 14 | Javier Hernández  |     |     |
| Sostituti:    |    |                   |     |     |
| P             | 29 | Tomasz Kuszczak   |     |     |
| D             | 12 | Chris Smalling    |     |     |
| C             | 8  | Anderson          |     |     |
| C             | 17 | Nani              |     | 69’ |
| C             | 18 | Paul Scholes      |     | 77’ |
| C             | 24 | Darren Fletcher   |     |     |
| A             | 7  | Michael Owen      |     |     |
| Allenatore:   |    |                   |     |     |
| Alex Ferguson |    |                   |     |     |